# Дејана
Дејана је јужнословенско женско име изведено од имена Дејан. Хебрејско значење имена Дејана је „дар од бога“.

## Популарност
Ово име је у Словенији 2007. било на 598. месту по популарности, а у Србији је од 2003. до 2005. било на 73. месту.